# Albești-Paleologu
Albeşti-Paleologu é uma comuna romena localizada no distrito de Prahova, na região de Muntênia. A comuna possui uma área de 47.28 km² e sua população era de 5918 habitantes segundo o censo de 2007.